# Visramiani
Le Visramiani (en géorgien : ვისრამიანი) est une version géorgienne médiévale de l'ancienne histoire d'amour iranienne Vīs et Rāmīn, traditionnellement interprétée en prose par Sargis de Tmogvi, homme d'État et écrivain des XIIe – XIIIe siècles, actif sous le règne de la reine Tamar (r. 1184-1213).

## Une traduction géorgienne d'un poème iranien
La version géorgienne est une traduction en prose libre qui conserve pleinement l'esprit de l'original persan, mais s'en distingue par quelques détails mineurs, lui conférant une vive couleur nationale. Le Visramiani a exercé une influence considérable sur le développement ultérieur de la littérature géorgienne. Cette histoire est mentionnée et admirée dans la quasi-totalité des œuvres classiques de la littérature géorgienne médiévale et du début de l'époque moderne, notamment dans le poème de Chota Roustavéli, qui constitue un chef-d'œuvre de la poésie géorgienne médiévale. Vis et Ramin figurent notamment parmi les douze couples les plus célèbres répertoriés par la chronique officielle de la reine Tamar, Histoires et éloges des souverains, à l'occasion de son mariage avec le prince alain David Soslan.

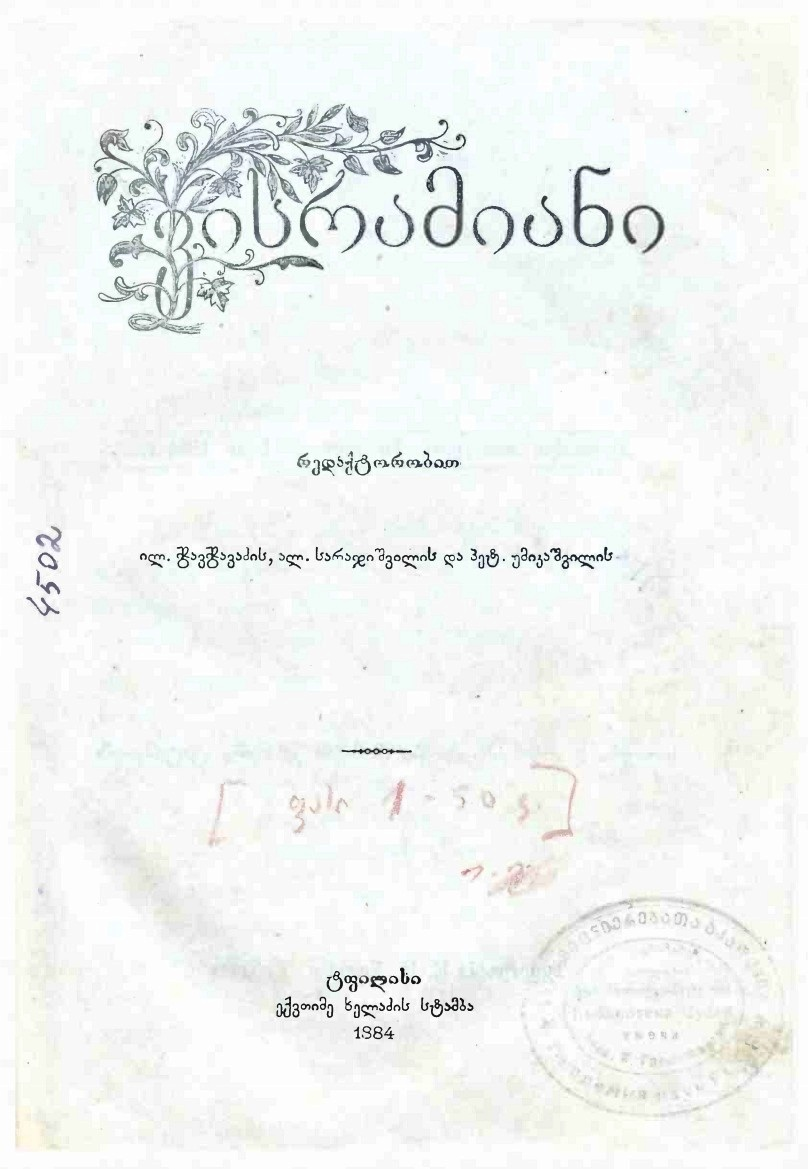
Couverture de l'édition de 1884 du Visramiani. Il s'agit de la couverture du livre de la toute première édition publiée de l'épopée Visramiani publiée à Tbilissi.

L'intérêt pour le Visramiani ne faiblit pas à la Renaissance. Le roi-poète Archil reçut une version en prose géorgienne (environ un quart du texte). L'aventure commune de Vis et Ramin est également racontée par Teïmouraz II dans son « Miroir des contes, ou la Réunion du jour et de la nuit ». Le lectorat géorgien percevait le Visramiani comme une œuvre originale et l'assimilait tellement que, pendant longtemps, même après le XIXe siècle, il considérait avec suspicion la question de son origine non géorgienne. Ce succès rare des œuvres traduites, ainsi que l'intrigue captivante et la qualité artistique de l'original, étaient dus à la grande maîtrise du traducteur.

## Manuscrits et éditions
L'importance du Visramiani pour l'histoire du texte persan réside dans le fait que, étant le plus ancien manuscrit connu de l'œuvre et mieux conservé que l'original, il permet de restaurer les lignes corrompues et de déterminer les éditions fiables de différents manuscrits persans, dont la plupart datent d'une période ultérieure (XVIIe – XVIIIe siècles).
Il existe vingt manuscrits du texte du Visramiani, copiés aux XVIIe et XVIIIe siècles, outre un manuscrit daté de 1805. La première édition du Visramiani fut publiée en 1884 par l'écrivain Ilia Chavchavadze, assisté de P. Umikashvili et A. Sarağishvili. Elle s'appuyait sur quatre manuscrits. La deuxième édition fut publiée en 1938 par A. Baramidze, Pavle Ingoroqva et Korneli Kekelidze. Elle s'appuyait sur quatorze manuscrits et, dans une certaine mesure, sur la deuxième édition (1935) du texte persan original. En 1960 parut la troisième édition, préparée par I. Lolashvili, qui avait utilisé les deux éditions précédentes, en tenant compte de tous les commentaires et amendements apportés par la littérature scientifique à leur sujet. La quatrième édition du Visramiani, publiée en 1962, doit être considérée comme une étape importante dans le processus d'études concernant la traduction.
Le Visramiani a été présenté pour la première fois au monde anglophone grâce à la traduction de Sir Oliver Wardrop sous le titre Visramiani: the story of the loves of Vis and Ramin, a romance of ancient Persia en 1914. Il a ensuite été largement étudié et comparé au texte persan par les iranologues géorgiens Alexander Gvakharia et Magali Todua dans les années 1960. Au XXe siècle, le texte du Visramiani a été publié cinq fois en Géorgie (1884, 1938, 1960, 1962, 1964). La quatrième édition, académique, est le texte établi par la critique ; la cinquième édition est principalement une reprise de ce texte.